# 東京ローカル・ホンク
東京ローカル・ホンク（とうきょうローカル・ホンク）は、ギター、ボーカルの木下弦二を中心とした日本のロックバンドである。

## 概要
1994年うずまきの名で結成、2001年に東京ローカル・ホンクに改名した。略称はホンク。また、メンバー達を「ホンクメン」と呼ぶこともある。
バンド名の由来については、2001年8月30日、「新宿ミーティング01」ライブ会場で木下弦二が下記のように発表した。
honkは英語で鴈（がん、鳥のね）の鳴き声を表す擬音語で車のクラクションの音を表すときにも使うそうです。そして土佐の方言でホンクは、メンコ等の子供の遊戯での「本気の勝負」のことを指すことばだそうです（ちなみに逆の意味はウソク）。
東京ローカルには1地方人としての自分たちの、生活の街である東京と言う意味がこめられています。そして“東京ローカル・ホンク”には自分たちの周りの人々のささやき、鳥や虫の声、車の騒音なども含めた喧騒すべてを包み込んで、郷土料理のような音楽に変えていこう、それも子供のような真剣さで－そんな私たちの意志がこめられているのです。」
商店街など東京の身近な風景を主に取り上げた木下の歌詞をサウンドに乗せることにより日本語ロックを追求、独特の音楽表現している。音楽の方向性について、アンプラグド及び小音量のエレキ編成での演奏を集めたライブアルバムのタイトル『クワイエット・ロックンロールの世界』にも使用されている「クワイエット・ロックンロール」という言葉が端的に表現していることから、このバンドの音楽性そのものを「クワイエット・ロックンロール」と言い表す場合もある。

## メンバー
- 木下弦二（きのした げんじ、1964年9月6日 - ）

ボーカル・ギター担当。東京都出身。O型。愛称は「ゲンジ」。うずまき結成時のメンバー。全曲の作詞・作曲を担当している。
- 井上文貴（いのうえ ふみたか、1967年6月8日 - ）

ギター・コーラス担当。愛称は「ブンちゃん」。うずまき結成時のメンバー。
- 新井健太（あらい けんた、1966年2月15日 - ）

ベース・コーラス担当。愛称は「アラケン」。1999年1月20日、新メンバーとして加入。
- 田中邦雄（たなか くにお、1964年3月14日 - ）

ドラムス・コーラス担当。愛称は「クニくん」「クニちゃん」「クニオさん」。うずまき結成時のメンバー。

## 元メンバー
- 迫田敬也（さこた ひろや）ベース・コーラス担当。うずまき結成時のメンバー。1999年12月18日まで在籍。

## 沿革

### 結成－1999年
- 1994年 年頭うずまき結成。オリジナルメンバーは木下弦二、井上文貴、迫田敬也、田中邦雄。目黒、下北沢、吉祥寺などを中心にライブ活動開始。
- 1994年12月31日～翌年元旦 忌野清志郎主催の年越しイベント「素敵な初詣」（＠新宿 日清パワーステーション）に出演。
- 1999年12月18日 ワンマンLIVE ＠ 吉祥寺 MANDA-LA2 （ゲスト:カルメン・マキ）。この日をもって迫田敬也脱退。
- 1999年1月20日 新メンバーとして新井健太加入。

### 2000年－2009年
- 2001年 春 久保田麻琴プロデュースの下、シンガポールにて1stアルバムの録音開始。
- 2001年8月30日 LIVEイベント「新宿ミーティング01」に出演。この日、バンド名をうずまきから東京ローカル・ホンクへ改める。
- 2002年11月13日 企画イベント「モノホン・ソングブック」＠ 下北沢 CLUB Que 主催。共演：セロファン、サイクルズ。
- 2004年3月6日 ワンマンLIVE 「クワイエット・ロックンロールの神髄」 ＠ 新宿 red cloth
- 2004年10月23日 ワンマンLIVE ＠ 下北沢 mona records
- 2005年5月10日 ワンマンLIVE 「五月のクワイエット・ロックンロール」 ＠ 下北沢 CLUB Que
- 2006年9月10日 埼玉県狭山市で行われた第2回「ハイドパーク・ミュージック・フェスティバル2006」に出演
- 2007年9月～12月 合計13カ所をまわるBeautiful No Name Tour 2007で東奔西走
- 2008年3月15日 LIVEハウス渋谷 B.Y.G でワンマンLIVE。以後定例化
- 2008年6月4日 横浜 Thumbs Upで友部正人と対バン。ここでのセッションが以降の交流へと繋がっていく事になった
- 2008年7月5日 渋谷 B.Y.Gワンマン。この日、新曲として「昼休み」が披露された
- 2008年10月12日 川崎市東扇島東公園で行われた「京浜ロック音楽祭」に出演。共演オレンジ・カウンティ・ブラザーズ、久保田麻琴と夕焼け楽団、ゲスト鈴木茂ほか
- 2009年3月13日 武蔵小山 againでワンマンLIVE。動員記録を塗り替える
- 2009年5月6日 大阪 服部緑地野外音楽堂「春一番コンサート」に初出演
- 2009年7月14日 「お手紙」 がNHK-FM 佐野元春「元春レイディオショー」で佐野本人のリクエスト曲としてオンエアされる
- 2009年9月19日 横浜六角橋商店街 ドッキリヤミ市場に初出演
- 2009年10月12日 「京浜ロックフェスティバル2009」に出演。バンド単体での演奏の他、友部正人、The SUZUKI with 武川雅寛、あがた森魚のバッキングも務めた。
- 2009年12月31日～2010年1月1日 横浜 Thumbs Up & STOVES、金沢文庫 The Road and The Skyのカウントダウン、ニューイヤーパーティーに掛け持ち参加。

### 2010年－
- 2010年2月21日の金沢文庫 The Road and The Skyを最後にLIVE活動を休止し、3rd.アルバムのレコーディングを行う。
- 2010年6月4日 渋谷 B.Y.Gワンマンを皮切りにLIVE活動再開。この日、「目と手」が新曲として披露された。
- 2010年8月12日 "ブルースの殿堂"高円寺JIROKICHI出演3回目で初のワンマンLIVE（ゲスト：春日ハチ博文）。渋谷 B.Y.Gに続きJIROKICHIワンマンも定例化された。また、『うずまきタオル』以来10年ぶりのオフィシャル・グッズである『ホンクTシャツ』もこの日から販売開始となった。
- 2010年7月23日 木下弦二がSardine Headのゲストギタリスト／ヴォーカリストとして朝霧高原ふもとっぱら「忍野DEAD2010」に出演。
- 2010年7月30日 代官山 晴れたら空に豆まいてで対バン相手『新井田セッション feat. 小川美潮』の美潮の「東京ローカル・ホンクは心の友」というMCに対し、ホンクメンが感涙した。
- 2010年8月5日 前週7月27日に出演者が発表された「京浜ロックフェスティバル2010」の追加情報としてホンクと鈴木茂の共演が発表された。
- 2010年8月9日 代官山 晴れたら空に豆まいての忌野清志郎追悼企画に出演。ラストセッションで対バン相手の梅津和時、リクオほかと同じステージに立った。
- 2010年9月3日 渋谷 B.Y.GワンマンLIVE。この日、長い間仮称だった『はじまりのうた』のタイトル決定がアナウンスされた。
- 2010年9月17日 ホンク全面参加の友部正人『クレーン』発売。発売記念ツアーにも同行した。
- 2010年10月2日 茅ヶ崎 FROGGIESの10周年記念LIVE PARTYに出演。
- 2010年10月10日 「京浜ロックフェスティバル2010」に東京ローカル・ホンク with 鈴木茂として出演。
- 2010年11月11日 西麻布 新世界にてYasei Collectiveと初対バン。
- 2010年11月17日 横浜 Thumbs Upで行われた洗光舎（西海孝＆茂）LIVEをホンクのリズム隊がバックアップ。そしてこの日の対バン相手は若き日の木下弦二、田中邦雄が多大な影響を受けたグループくじらだった。
- 2010年12月18日 6、9、12月の3ヶ月に3ヶ所3本ずつ打ってきたワンマンLIVEの最後の1本を高円寺JIROKICHIで締める。
- 2010年12月31日 横浜 Thumbs Up、STOVESのCOUNTDOWN PARTYに友部正人と共に出演。春日ハチ博文の飛び入りもあった。
- 2011年3月5日 渋谷 B.Y.GワンマンLIVE
- 2011年3月17日 「one man dog, obi one blog 2 小尾隆の日誌」に木下弦二インタビュー掲載。
- 2011年4月16日 ゲストに鈴木茂を招き高円寺JIROKICHIワンマン。ストーンズのカヴァーを含むセッション。
- 2011年4月27日 吉祥寺 MANDA-LA2で行われた くじら のLIVEで田中邦雄がドラムスを担当。
- 2011年5月1日 浜松 Esquerita68からGWツアーをスタート。
- 2011年5月3日 大阪 服部緑地野外音楽堂 「祝春一番 2011 40周年記念」。このコンサートの3日目に出演し、頭とトリ（友部正人のバッキング）でステージに立った。
- 2011年5月3日 4月16日の収益からの義援金を"ソウルフラワー震災基金2011"に送金。以後定例化。
- 2011年5月4日 静岡 Freakyshowにて友部正人「クレーン」発売記念LIVE。恒例ホンクコーナーで「昼休み」が演奏された。
- 2011年5月7日 吉祥寺 MANDA-LA2でのタマコウォルズとの共演でGWツアーを締める。
- 2011年6月13日 CDジャーナル誌で9年近く続いた『音が聞こえる』（文:天辰保文/写真:高木あつ子）がムック化、木下弦二の回も収録されている。
- 2011年6月14日 「東京うたの日コンサート」会場渋谷B.Y.G分に出演（対バン：山本隆太）。
- 2011年7月27日 渋谷クラブクアトロで行われた、Yasei Collectiveの1stアルバム『Kodama』発売記念ライブに出演。この日他にSardine Headが出演、司会進行をGENTLE FOREST JAZZ BANDのジェントル久保田、DJを田中“Tak”拓也、白水悠（from カゲロウ）、LC（from Fashion Police)たちが行った。
- 2011年11月2日 初の試みとして、東京都品川区湾岸音響スタジオにファンを集め、ミュージック・ビデオの公開収録を行った。監督にNHK番組制作などで活動中の渋江修平を起用した。
- 2011年11月14日 公開収録を行ったミュージック・ビデオ『おいでおいで』を公開。
- 2011年11月22日 『さよならカーゴカルトTOUR2011-2012』と題してアルバム発売記念ツアーを開始。

## ディスコグラフィー

### ミニ・アルバム
- 1997年 春 6曲入りカセット・ミニ・アルバム 『うずまき』

### オリジナルアルバム
- うずまき『ヒコーキのうた』 (1999年10月1日発売 レーベル:VIVID SOUND）

うずまき時代の唯一のアルバム。プロデュース：うずまき、ゲスト・プレイヤー：春日博文（2,5）、駒沢裕城 （9）。帯コピー：忌野清志郎
| #   | タイトル                 | 作詞 | 作曲・編曲 |
| --- | ------------------------ | ---- | ---------- |
| 1.  | 「カミナリ」             |      |            |
| 2.  | 「海辺の家の一週間」     |      |            |
| 3.  | 「ヒコーキのうた」       |      |            |
| 4.  | 「心の行進」             |      |            |
| 5.  | 「おにぎりソング」       |      |            |
| 6.  | 「サンダル鳴らしの名人」 |      |            |
| 7.  | 「眺めのいい部屋」       |      |            |
| 8.  | 「弱気なアマノさん」     |      |            |
| 9.  | 「湯けむりの街」         |      |            |
| 10. | 「おいのりのうた」       |      |            |

- 『東京ローカル・ホンク』（2005年5月11日発売 レーベル:mona records）

東京ローカル・ホンクとしての1st.アルバム。録音/プロデュース：久保田麻琴、東京ローカル・ホンク
| #   | タイトル           | 作詞 | 作曲・編曲 |
| --- | ------------------ | ---- | ---------- |
| 1.  | 「お手紙」         |      |            |
| 2.  | 「引っ越し娘」     |      |            |
| 3.  | 「虫電車」         |      |            |
| 4.  | 「ブラック里帰り」 |      |            |
| 5.  | 「遠い願い」       |      |            |
| 6.  | 「カミナリ」       |      |            |
| 7.  | 「すんだこと」     |      |            |
| 8.  | 「冬のお嬢さん」   |      |            |
| 9.  | 「ききたいこと」   |      |            |
| 10. | 「車のうた」       |      |            |
| 11. | 「君のこと」       |      |            |

- 『生きものについて』(2007年9月30日発売、レーベル：マインズ・レコード）

2nd.アルバム。プロデュース：東京ローカル・ホンク。2010年11月15日リマスター版発売、マスタリング：久保田麻琴
| #  | タイトル                                 | 作詞 | 作曲・編曲 |
| -- | ---------------------------------------- | ---- | ---------- |
| 1. | 「生きものについて - Beautiful No Name」 |      |            |
| 2. | 「犬」                                   |      |            |
| 3. | 「いつもいっしょ」                       |      |            |
| 4. | 「笑顔」                                 |      |            |
| 5. | 「四月病」                               |      |            |
| 6. | 「ハイウェイソング」                     |      |            |
| 7. | 「おバカさん」                           |      |            |
| 8. | 「社会のワレメちゃん」                   |      |            |
| 9. | 「伊豆半島」                             |      |            |

- 『さよならカーゴカルト』（2011年11月16日発売 レーベル：マインズ・レコード）

3rd.アルバム。プロデュース：東京ローカル・ホンク ミックス/マスタリング：久保田麻琴
| #   | タイトル           | 作詞 | 作曲・編曲 |
| --- | ------------------ | ---- | ---------- |
| 1.  | 「泥男」           |      |            |
| 2.  | 「拡声器」         |      |            |
| 3.  | 「自然ソング」     |      |            |
| 4.  | 「鏡の中」         |      |            |
| 5.  | 「冬眠」           |      |            |
| 6.  | 「お休みの日」     |      |            |
| 7.  | 「目と手」         |      |            |
| 8.  | 「昼休み」         |      |            |
| 9.  | 「おいでおいで」   |      |            |
| 10. | 「お散歩人生」     |      |            |
| 11. | 「はじまりのうた」 |      |            |

- 『夜明け前』（2025年2月5日発売 レーベル：ノッスノイズレコード）[2]

14年ぶりの新作。4thアルバム。井上文貴は不参加、3人編成
| #   | タイトル                 | 作詞 | 作曲・編曲 |
| --- | ------------------------ | ---- | ---------- |
| 1.  | 「夏みかん」             |      |            |
| 2.  | 「日が暮れて」           |      |            |
| 3.  | 「お手々つないで」       |      |            |
| 4.  | 「セキグチくん」         |      |            |
| 5.  | 「夜明け前」             |      |            |
| 6.  | 「みもふたもない」       |      |            |
| 7.  | 「さよならにありがとう」 |      |            |
| 8.  | 「ダークマター」         |      |            |
| 9.  | 「軽い翼」               |      |            |
| 10. | 「あおいとりをたべる」   |      |            |
| 11. | 「ぼくは大丈夫」         |      |            |

### ライブアルバム
- 『クワイエット・ロックンロールの世界』（2008年12月21日発売 レーベル：マインズ・レコード）

プロデュース：東京ローカル・ホンク、石塚信孝 録音/ミックス/マスタリング：伊藤ハルク宏樹、石塚信孝
| #   | タイトル                                                  | 作詞 | 作曲・編曲 |
| --- | --------------------------------------------------------- | ---- | ---------- |
| 1.  | 「ブラック里帰り（国立 酒場 FUKUSUKE 2008_06_18）」       |      |            |
| 2.  | 「虫電車（国立 酒場 FUKUSUKE 2008_06_18）」               |      |            |
| 3.  | 「おにぎりソング（武蔵小山 Live Cafe Again 2008_03_28）」 |      |            |
| 4.  | 「ヒコーキのうた（東中野 驢馬駱駝 2007_12_21）」          |      |            |
| 5.  | 「遠い願い（東中野 驢馬駱駝 2007_12_21）」                |      |            |
| 6.  | 「笑顔（武蔵小山 Live Cafe Again 2008_03_28）」           |      |            |
| 7.  | 「お手紙」                                                |      |            |
| 8.  | 「社会のワレメちゃん（国立 酒場 FUKUSUKE 2008_06_18）」   |      |            |
| 9.  | 「カミナリ（国立 酒場 FUKUSUKE 2008_06_18）」             |      |            |
| 10. | 「おいのりのうた（国立 酒場 FUKUSUKE 2008_06_18）」       |      |            |

### シングル
配信シングル
- 『はじまりのうた』（2011年4月20日発売 レーベル：マインズ・レコード）:プロデュース：東京ローカル・ホンク
- 『目と手』（2011年7月27日発売 レーベル：マインズ・レコード）:プロデュース：東京ローカル・ホンク
- 『昼休み』（2011年9月28日発売 レーベル：マインズ・レコード）:プロデュース：東京ローカル・ホンク

### 参加作品
- 2000年11月25日 久保田麻琴ソロ・アルバム 『ON THE BORDER』 。Levon Helm (Dr.)、Garth Hudson (Key.)、John Sebastian (A.Gut.)ほかによる「遠い願い」を収録。ホンクのメンバーも要所要所で参加している。
- 2001年5月23日 あがた森魚のベスト・アルバム 『20世紀漂流記』。メンバーがコーラスで参加した「Mezcal（はじめに歌ありて）」を新曲ボーナス・トラックとして収録
- 2001年10月7日 2001年8月30日のLIVEイベント「新宿ミーティング01」よりCD 『新宿ミーティング01』（現在廃盤）。「お手紙」収録
- 2001年11月21日 あがた森魚22枚目のアルバム 『佐藤敬子先生はザンコクな人ですけど』 発売。ホンクのメンバーが2曲ゲスト参加
- 2002年1月23日 コンピレーション 『喫茶ロック NOW』。「遠い願い」が収録された
- 2007年9月20日 あがた森魚『タルホロジー』発売。1曲目「東京節」にコーラス参加
- 2009年5月27日 椎名林檎のシングル『ありあまる富』。新井健太がレコーディングに参加
- 2009年7月22日 THE BOOMカヴァー・アルバム 『BOOMANIA ～THE BOOM SPECIAL BEST COVERS～』。友部正人と組んで録音した「気球に乗って」収録
- 2011年10月19日 この日公開したGENTLE FOREST JAZZ BANDシングル『エンド・ル・マネー』PVに田中邦雄が客演。

## 音楽担当作
- ドキュメンタリー『クエスト～探求者たち～ サーファー 石井秀明「25年後のアジアンパラダイス」』サウンドトラック担当。WOWOWで2009年9月27日OA。（番組本編、音源共に未商品化）